# Nagadeba polia
Nagadeba polia är en fjärilsart som beskrevs av George Francis Hampson 1891. Nagadeba polia ingår i släktet Nagadeba och familjen nattflyn. Inga underarter finns listade i Catalogue of Life.